# 蒂比
蒂比（法語：Thibie，法語發音：[tibi]）是法国马恩省的一个市镇，位于该省中部，属于香槟沙隆区。

## 地理
蒂比（48°55'46"N, 4°12'56"E）面积10.46 平方千米，位于法国大東部大區马恩省，该省份为法国东北部内陆省份，北起阿登省，西北接埃纳省，西南接塞纳-马恩省，南至奥布省，东南接上马恩省，东临默兹省。
与蒂比接壤的市镇（或旧市镇、城区）包括：尚皮尼厄勒香槟、舍尼耶、热尔米农、波康西、圣皮埃尔、韦利、维莱堡。

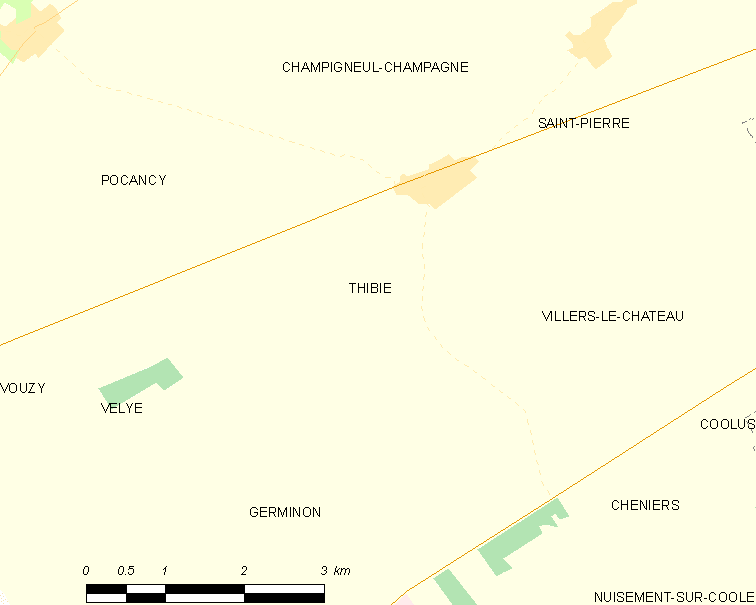
蒂比的OSM定位图

蒂比的时区为UTC+01:00、UTC+02:00（夏令时）。

## 行政
蒂比的邮政编码为51510，INSEE市镇编码为51566。

## 政治
蒂比所属的省级选区为香槟沙隆第二县。

## 人口

1962-2008年间蒂比人口变化图示

蒂比于2022年1月1日时的人口数量为292人。